# 시베쓰역
시베쓰역(일본어: 士別駅)은 일본 홋카이도 시베쓰시에 있는 홋카이도 여객철도 소야 본선의 역이다. 역 번호는 W42이며, 단선 · 섬식의 형태를 합친 복합 구조이 철도 역사이다.

## 역 주변
- 국도 제40호선
- 국도 제239호선
- 호쿠세이 신용금고 시베쓰추오 영업부
- 호쿠요 은행 · 홋카이도 은행 시베쓰 지점
- 시베쓰 시립병원
- 시베쓰 시 종합체육관
- 도요타 자동차 시베쓰 테스트코스

## 인접 정차역
| 홋카이도 여객철도 소야 본선 | 홋카이도 여객철도 소야 본선 | 홋카이도 여객철도 소야 본선 |
| --------------------------- | --------------------------- | --------------------------- |
| W40 겐부치 아사히카와 방면  | 쾌속 '나요로'               | 후렌 W46 왓카나이 방면      |
| W40 켄부치 아사히카와 방면  | 보통・쾌속 '나요로' (4호)   | 다요로 W44 왓카나이 방면    |